# Dihydrolipoyl-Transacylase
Die Dihydrolipoyl-Acyltransferase (BCKAD-E2) (Gen-Name: DBT) ist ein Enzym, das in allen Lebewesen vorkommt. Sie bildet die E2-Untereinheit des Verzweigtketten-α-Ketosäure-Dehydrogenase-Enzymkomplexes, der einen unentbehrlichen Schritt im Abbauweg der verzweigtkettigen Aminosäuren Valin, Leucin und Isoleucin katalysiert. In diesem bei Eukaryoten in den Mitochondrien lokalisierten Komplex ist die BCKAD-E2 zusammen mit ihrem Kofaktor Liponsäure in 24facher Ausführung enthalten. Mutationen im DBT-Gen können zu erblichem E2-Enzymmangel führen, der für verschiedene Typen der seltenen Ahornsirupkrankheit ursächlich ist.
BCKAD-E2 katalysiert die Übertragung des Acylrests von dem zum Enzym gehörenden Dihydrolipoyllysin-Aminosäurerest auf ein Coenzym A-Molekül. Sie fungiert damit analog zur Dihydrolipoyl-Transacetylase im Pyruvatdehydrogenase-Komplex (PDH-E2) oder zur Dihydrolipoyl-Transsuccinylase im Ketoglutaratdehydrogenase-Komplex (KGDH-E2). Als Acylrest werden 2-Methylpropanoyl, aber auch Isobutyryl, Isovaleryl und Acetyl akzeptiert.